# 1917–1918-as svájci labdarúgó-bajnokság (első osztály)
Az 1917–1918-as Swiss Serie A volt a 21. alkalommal megrendezett, legmagasabb szintű labdarúgó-bajnokság Svájcban.
A címvédő a Winterthur volt. A szezont a Servette csapata nyerte, a bajnokság történetében másodjára.

## Keleti csoport
| Hely. | Csapat               | M  | Gy | D | V  | G+ | G– | Gk  | P  | Továbbjutás vagy kiesés |
| ----- | -------------------- | -- | -- | - | -- | -- | -- | --- | -- | ----------------------- |
| 1.    | St. Gallen           | 14 | 10 | 2 | 2  | 37 | 21 | +16 | 22 | Továbbjutó              |
| 2.    | Zürich               | 14 | 9  | 2 | 3  | 37 | 27 | +10 | 20 |                         |
| 3.    | Brühl                | 14 | 8  | 2 | 4  | 35 | 22 | +13 | 18 |                         |
| 4.    | Neumünster Zürich    | 14 | 5  | 2 | 7  | 31 | 26 | +5  | 12 |                         |
| 5.    | Winterthur           | 14 | 6  | 0 | 8  | 30 | 32 | −2  | 12 |                         |
| 6.    | Grasshoppers         | 14 | 5  | 1 | 8  | 24 | 35 | −11 | 11 |                         |
| 7.    | Blue Stars Zürich    | 14 | 4  | 1 | 9  | 24 | 34 | −10 | 9  |                         |
| 8.    | Young Fellows Zürich | 14 | 4  | 0 | 10 | 22 | 43 | −21 | 8  |                         |

## Központi csoport
| Hely. | Csapat          | M  | Gy | D | V  | G+ | G– | Gk  | P  | Továbbjutás vagy kiesés |
| ----- | --------------- | -- | -- | - | -- | -- | -- | --- | -- | ----------------------- |
| 1.    | Young Boys      | 12 | 8  | 3 | 1  | 52 | 18 | +34 | 19 | Továbbjutó              |
| 2.    | Basel           | 12 | 7  | 3 | 2  | 31 | 19 | +12 | 17 |                         |
| 3.    | Aarau           | 12 | 7  | 2 | 3  | 24 | 16 | +8  | 16 |                         |
| 4.    | Bern            | 12 | 4  | 4 | 4  | 21 | 26 | −5  | 12 |                         |
| 5.    | Nordstern Basel | 12 | 3  | 2 | 7  | 18 | 26 | −8  | 8  |                         |
| 6.    | Biel            | 12 | 4  | 0 | 8  | 24 | 35 | −11 | 8  |                         |
| 7.    | Old Boys        | 12 | 2  | 0 | 10 | 20 | 50 | −30 | 4  |                         |

## Nyugati csoport
| Hely. | Csapat                   | M  | Gy | D | V  | G+ | G– | Gk  | P  | Továbbjutás vagy kiesés |
| ----- | ------------------------ | -- | -- | - | -- | -- | -- | --- | -- | ----------------------- |
| 1.    | Servette                 | 14 | 12 | 1 | 1  | 74 | 21 | +53 | 25 | Továbbjutó              |
| 2.    | Etoile La Chaux-de-Fonds | 14 | 9  | 3 | 2  | 46 | 20 | +26 | 21 |                         |
| 3.    | La Chaux-de-Fonds        | 14 | 9  | 3 | 2  | 42 | 26 | +16 | 21 |                         |
| 4.    | Cantonal Neuchâtel       | 14 | 6  | 1 | 7  | 35 | 43 | −8  | 13 |                         |
| 5.    | Lausanne Sports          | 14 | 5  | 3 | 6  | 28 | 36 | −8  | 13 |                         |
| 6.    | Genf                     | 14 | 3  | 5 | 6  | 32 | 44 | −12 | 11 |                         |
| 7.    | Stella Fribourg          | 14 | 3  | 1 | 10 | 19 | 45 | −26 | 7  |                         |
| 8.    | Montreux Sports          | 14 | 0  | 1 | 13 | 10 | 51 | −41 | 1  |                         |

## Döntő
| 1. csapat       | Eredmény | 2. csapat       |
| --------------- | -------- | --------------- |
| Servette Genf   | 4:2      | Young Boys Bern |
| Young Boys Bern | 2:1      | FC St Gallen    |
| Servette Genf   | 4:0      | FC St Gallen    |

| Hely. | Csapat     | M | Gy | D | V | G+ | G– | Gk | P | Továbbjutás vagy kiesés |
| ----- | ---------- | - | -- | - | - | -- | -- | -- | - | ----------------------- |
| 1.    | Servette   | 2 | 2  | 0 | 0 | 8  | 2  | +6 | 4 | Bajnok                  |
| 2.    | Young Boys | 2 | 1  | 0 | 1 | 4  | 5  | −1 | 2 |                         |
| 3.    | St. Gallen | 2 | 0  | 0 | 2 | 1  | 6  | −5 | 0 |                         |